# 1931, le procès Hitler

1931, le procès Hitler (titre original : The Man who Crossed Hitler - « L'homme qui contraria Hitler ») est un film de procès britannique diffusé le 21 août 2011 au Royaume-Uni sur la BBC.

## Synopsis
En 1931, un jeune avocat d'origine juive Hans Litten, militant antinazi devient célèbre, en forçant Adolf Hitler, alors en pleine ascension vers le pouvoir, à témoigner dans un procès mettant en cause des activistes du Parti national-socialiste des travailleurs allemands, et plus particulièrement des SA, les milices du parti. 
Hitler sortit tellement ébranlé d'un interrogatoire qui dura trois heures qu'il interdira par la suite à quiconque de mentionner le nom de Litten en sa présence.
Deux mois à peine après son arrivée au pouvoir en janvier 1933, Hitler fera arrêter Hans Litten qui finira par se suicider dans le camp de concentration de Dachau cinq ans plus tard.

## Fiche technique
- Titre original : The Man who Crossed Hitler
- Titre français : 1931, le procès Hitler
- Réalisation : Justin Hardy
- Scénario :
- Musique :
- Société de production :
- Société de distribution :
- Pays d'origine :  Royaume-Uni
- Lieu de tournage :
- Langue originale : anglais
- Genre : Drame, Histoire
- Budget :
- Durée : 1h30
- Dates de sortie :  Royaume-Uni : 21 août 2011;  France : 2013

## Distribution
- Ed Stoppard : Hans Litten
- Ian Hart : Adolf Hitler
- Bill Paterson : Kurt Ohnesorge
- Sarah Smart : Margot Fürst
- Anton Lesser : Rudolf Olden
- Chris Patrick-Simpson : Brownshirt
- Nigel O'Neill : Court Courier